# Bematistes umbra
Bematistes umbra är en fjärilsart som beskrevs av Dru Drury 1782. Bematistes umbra ingår i släktet Bematistes och familjen praktfjärilar. Inga underarter finns listade i Catalogue of Life.